# Васил Панчев
Васил Панчев е български революционер, деец на Вътрешната македоно-одринска революционна организация.

## Биография
Роден е през 1857 година в град Щип. Става един от първите посветени членове на ВМОРО в Солун, където работи като комисионер в кантората на търговеца Саздо Ризов. В първите години на съществуването на ВМОРО чрез Панчев Централния комитет препраща литература, материали и поща към вътрешността на Македония.
Деец е на Македоно-одринската организация. Делегат е на Осмия македоно-одрински конгрес през април 1901 година от Сливенското дружество.
Гевгелийският ръководител на ВМОРО Илия Докторов пише:
| „ | В тия два хана-хотели, които бяха един до друг постоянно се навъртаха Васил Панчев, поп Стамат Танчев, Атанас Мурджев и Григор Иванов Тотев. Тия четиримата бяха най-доверените помощници на Даме Груев. Чрез тях се уреждаха тайните срещи на Даме Груев с лица идващи от провинцията поорганизационни работи; на тях се възлагаха работи от сериозен характер, те бяха в постоянен конкакт с всички терористи и чрез тях се изпращаше и получаваше тайната поща от провинцията. | “ |

Умира през 1933 година в София. Погребан е в Централните софийски гробища.